# Xenop senzill
El xenop senzill (Xenops genibarbis), es una especie d'ocell paseriforme de la familia Furnariidae. És nadiu de l'Amèrica tropical (Neotròpic), des del sud de Mèxic, per Amèrica Central i del Sud, fins al centre de Brasil, est del Perú i nord de Bolívia. Es descriuen fins a deu subespècies i fins a principis de la década de 2020 es considerava una sola espècie (X. minutus) juntament amb X. minutus i X. mexicanus.

## Sistemàtica
L'espècie va ser descrita per primera vegada pel naturalista alemany Johann Karl Wilhelm Illiger el 1811 sota el mateix nom científic; la localitat tipus és: «Cametá (Riu Tocantins), Brasil».

### Etimologia
El nom genèric Xenops es compon de les paraules del grec antic "ξενος xenos" que significa “estrany”, i "ωψ ōps, ωπος ōpos" que significa “cara” (en referència al bec); i el nom de l'espècie genibarbis, es compon de les paraules del llatí «gena» que significa “galta”, i «barbis» que vol dir “barba”.

### Taxonomia
Aquesta espècie era tractada com el grup de subespècies genibarbis (incloent-hi el grup mexicanus) del xenop gorjablanc (Xenops minutus), però les classificacions Manual dels Ocells del Món (HBW) i Birdlife International (BLI), i més recentment el Congrés Ornitològic Internacional (IOC), i la Clements Checklist varen considerar a tot el grup una espècie separada, amb base en diferències de plomatge i de vocalització, i amb suport dels estudis geneticomoleculars de Harvey & Brumfield (2015).
Addicionalment, la combinació de les mateixes anàlisis moleculars i les evidències vocals indiquen fortes diferències entre el clade nord-oest («grup mexicanus», denominat xenop senzill nord-occidental) i el clade sud-est («grup genibarbis», denominat xenop senzill sud-oriental); no obstant això, les diferències morfològiques entre els dos grups són lleugeres, i calen anàlisis completes de totes les evidències abans de reconsiderar els límits de les subespècies. El cant del grup mexicanus és un trinat accelerat ascendent i que després cau, mentre que la del genibardis produeix un cant més lent, amb menys notes, no variant (o poc) en velocitat i ritme.
Les principals diferències apuntades per HBW per justificar la separació són: en X. minutus, el mentó i la gola són notablement blancs, connectant amb l'estria blanca sota els bigoti amb relativament poc color marró a la regió malar per sota (que és prominent i separa completament el mentó de l'estria en X. genibarbis); l'estriat pàl·lid s'estén menys sobre el pit; el cant és una sèrie de quatre a cinc notes arrossegades ascendents, la primera de timbre lleugerament menor i tènue, que a X. genibarbis són emeses més veloçment, més nombroses i més arrossegades.
La subespècie proposada cayoensis (de Belize) no és diagnosticable.
La llista de subespècies actualment reconegudes per la majoria de les autoritats taxonòmiques són:
- X. g. remoratus (Zimmer, 1935) - est de Colòmbia (cap a l'est des de Meta i Caquetá), sud-oest de Veneçuela (sud-oest d'Amazones) i nord-oest de Brasil (nord-oest d'Amazones cap a l'est fins al riu Negre).
- X. g. ruficaudus (Vieillot, 1816) – est de Colòmbia (Vichada), sud i est de Veneçuela (Amazones i Bolívar cap a l'est fins a la península de Paria), les Guaianas i nord de Brasil (a l'est fins al riu Negre).
- X. g. obsoletus (Zimmer, 1924) – est d'Equador, est de Perú, oest de Brasil (al sud del riu Amazones, a l'est fins al riu Madeira) i nord de Bolívia (al sud fins al nord de Santa Cruz).
- X. g. genibarbis (Illiger, 1811) – centre de Brasil (des del Madeira cap a l'est fins a Piauí, al sud fins a Mato Grosso i nord de Goiás).
- X. g. alagoanus (Pinto, 1954) – nord-est de Brasil des de Paraíba al sud fins a Alagoas.